# Estepa
Estepa é um município da Espanha na província de Sevilha, comunidade autónoma da Andaluzia, de área 191 km² com população de 12397 habitantes (2007) e densidade populacional de 63,81 hab/km².

## Demografia
| Variação demográfica do município entre 1991 e 2004 | Variação demográfica do município entre 1991 e 2004 | Variação demográfica do município entre 1991 e 2004 | Variação demográfica do município entre 1991 e 2004 |
| --------------------------------------------------- | --------------------------------------------------- | --------------------------------------------------- | --------------------------------------------------- |
| 1991                                                | 1996                                                | 2001                                                | 2004                                                |
| 10961                                               | 11560                                               | 11882                                               | 12101                                               |